# Höhenfreiheit

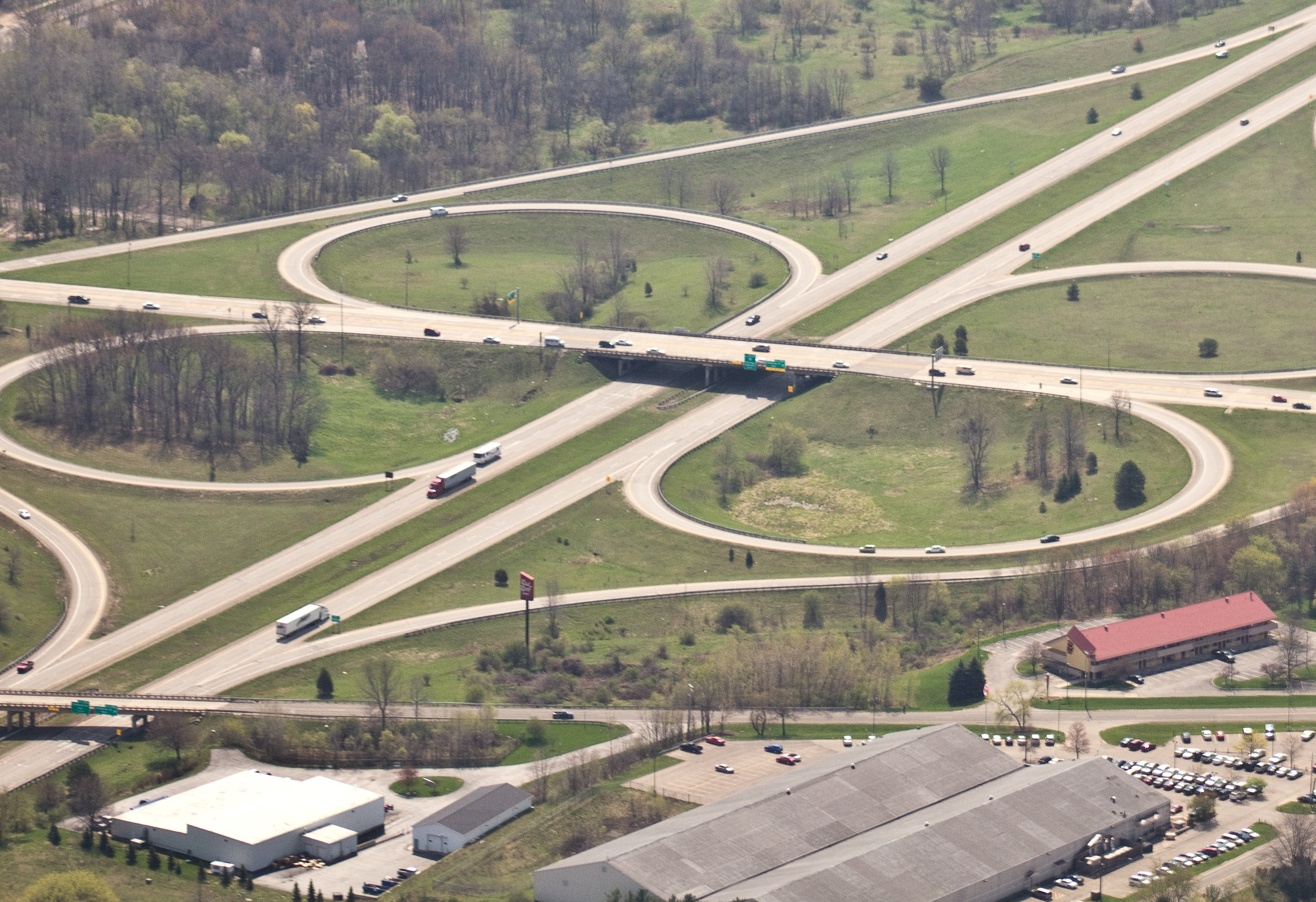
Höhenfreie Kreuzung zweier Schnellstraßen

Von Höhenfreiheit, auch Niveaufreiheit, Kreuzungsfreiheit oder Planfreiheit, einer Kreuzung wird in Deutschland im Verkehrswegebau gesprochen, wenn sich zwei oder mehr Verkehrswege nicht in derselben Ebene kreuzen. Dabei wird eine Strecke mit mindestens einer Brücke oder einem Tunnel über bzw. unter der anderen hinweggeführt.
Eine höhenfreie Kreuzung kann mit oder ohne Anschlussstelle ausgeführt werden. Typische Beispiele für die Ausführung ohne Anschlussstelle sind Feldwegbrücken über Autobahnen.
Bekannteste Beispiele für höhenfreie Kreuzungen mit Anschlussstelle sind Autobahnkreuze und Autobahndreiecke. Damit von einer Straße auf die andere gewechselt werden kann, sind die beiden Straßen über Rampen miteinander verbunden.
Bei der Eisenbahn befinden sich höhenfreie Kreuzungen und Einmündungen mit Überwerfungsbauwerken vor allem im Bereich von Hochgeschwindigkeitsstrecken und großen Eisenbahnknotenpunkten. Auch Kreuzungen von Eisenbahnen und Straßen mit Über- und Unterführungen werden als höhenfrei bezeichnet. Die § 2 und § 3 Eisenbahnkreuzungsgesetz (Gesetz über Kreuzungen von Eisenbahnen) sehen für Deutschland den Ausbau des Anteils höhenfreier Kreuzungen vor und schreiben vor, dass neue Kreuzungen von Eisenbahnen und Straßen anstatt als Bahnübergänge als Überführungen herzustellen sind.

## Höhengleichheit

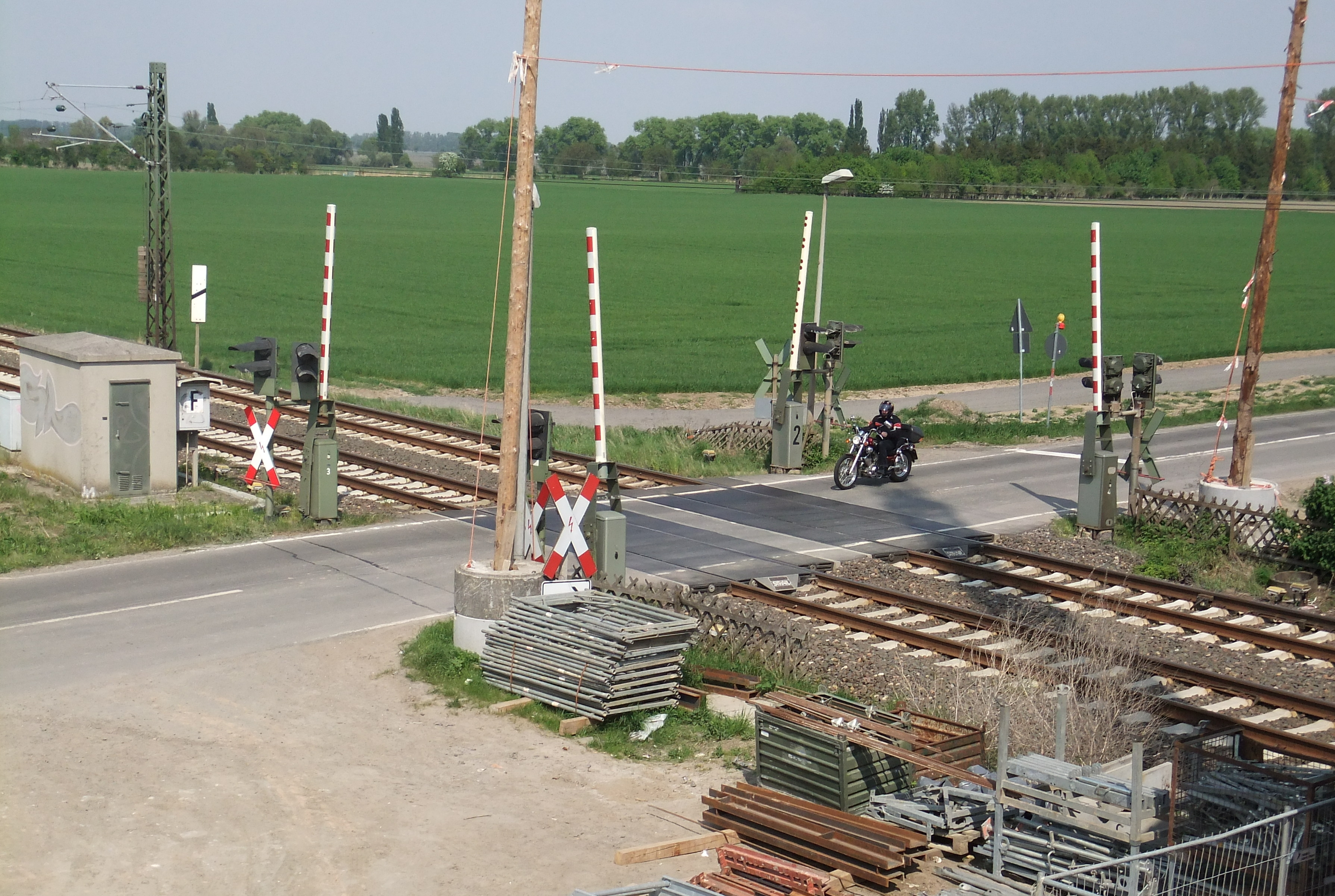
Höhengleiche Kreuzung in Form eines Bahnübergangs: Laut der Eisenbahn-Bau- und Betriebsordnung hat der Eisenbahnverkehr Vorrang vor dem Straßenverkehr. Andreaskreuze kennzeichnen diese Vorfahrtsregelung.

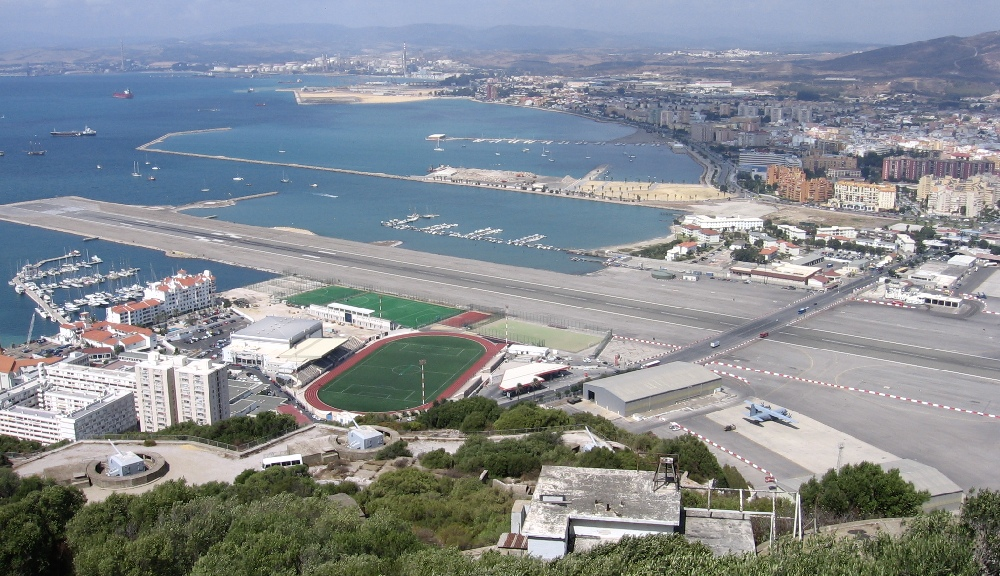
Auf dem Flughafen Gibraltar kreuzten sich bis März 2023 eine Straße und die Landebahn des Flughafens höhengleich

Im Gegensatz dazu spricht man von Höhengleichheit (auch plangleich oder niveaugleich) einer Kreuzung, wenn sich zwei Verkehrsachsen in derselben Höhe kreuzen und somit eine Vorfahrtsregelung (gegebenenfalls mit baulichen Maßnahmen wie Beschrankung von Bahnübergängen) notwendig machen. Das einfachste Beispiel ist eine gewöhnliche Straßenkreuzung, aber auch jeder Bahnübergang stellt eine höhengleiche Kreuzung dar. Auch zwei Schienenstrecken können einander höhengleich kreuzen. Eine Fähre über eine künstliche Wasserstraße stellt ebenfalls eine höhengleiche Kreuzung dar. Eine besonders ungewöhnliche höhengleiche Kreuzung findet sich in Gibraltar, wo eine viel befahrene Straße quer über die Landebahn des dortigen Flughafens verläuft. Eine beschrankte Ampelanlage sperrt die Straße bei Flugbewegungen ab.
Ein Übergang gilt auch dann als höhengleich, wenn direkt anschließend Rampen bestehen, z. B. wenn Personen die Bahngleise auf Gleisniveau „höhengleich“ überqueren, direkt anschließend dann jedoch Rampen oder Stufen auf die Höhe des Bahnsteigs führen.

## Teilhöhenfreiheit
Von einer teilhöhenfreien Kreuzung spricht man, wenn es weiterhin notwendig ist, auf mindestens einer der kreuzenden Straßen links abzubiegen oder links einzubiegen. Eine Straße, in die weder nach links eingebogen noch von ihr nach links abgebogen wird, wird als kreuzungsfrei bezeichnet. Dadurch gibt es zwei Arten teilhöhenfreier Knoten:
- Keine der Straßen ist kreuzungsfrei.
- Eine der Straßen ist kreuzungsfrei.

Ein typisches Beispiel mit einer kreuzungsfreien Straße ist eine Autobahnanschlussstelle. Diese Bauform ist kostengünstiger, da weniger Verbindungsrampen notwendig sind. Die Vollständigkeit der Höhenfreiheit wird durch das Verhältnis der entfallenen Linksabbieger zu Verkehrsrichtungen angegeben. Eine Anschlussstelle mit sechs Rampen ist folglich ¾-höhenfrei.

## Höhenfreiheit

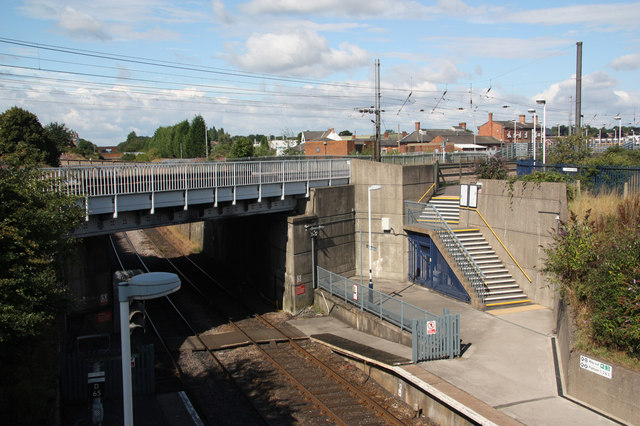
Höhenfreie Bahnkreuzung in Retford

Sind beide Straßen kreuzungsfrei, so handelt es sich um eine höhenfreie Kreuzung. Das bekannteste Beispiel ist ein Autobahnkreuz.

## Teilhöhengleichheit
Teilhöhengleiche oder teilplangleiche Verkehrsknoten sind in den Richtlinien für die Anlage von Straßen (RAS) definiert mit sich höhenfrei kreuzenden Straßen, die jeweils plangleich miteinander verbunden sind.

Planfrei Kleeblatt
Teilplanfrei Holländer-Rampen
Teilplangleich
Plangleich Kreuzung mit kontinuierlichem Verkehrsfluss

## Vor- und Nachteile

### Vorteile höhenfreier Kreuzungen
- Hohe Kapazität
- Hohe Geschwindigkeiten möglich
- Große Sicherheit
- Kürzere Wartezeiten der nachrangigen Verkehrsteilnehmer, teilweise kein Anhalten erforderlich

### Nachteile höhenfreier Kreuzungen
- Hohe Bau- und Unterhaltskosten
- Großer Platzbedarf